# کشیشتف ووکاشویچ
کشیشتف ووکاشِویچ (لهستانی: Krzysztof Łukaszewicz؛ ‏ زادهٔ ۲۹ فوریه ۱۹۷۶) بازیگر، فیلم‌نامه‌نویس، کارگردان فیلم اهل لهستان است.

## گزیدهٔ فیلم‌شناسی

### کارگردان
- بلفر
- کربلا
- شمش‌سازان
- ع چون عشق

### فیلم‌نامه‌نویس
- ژنرال نیل
- در خوشی و سختی

### بازیگر
- با آتش و شمشیر
- هوس‌های امپراتور
- افسانه‌ای باستانی: آن هنگام که خورشید یک ایزد بود
- ژنرال نیل